# Fiskardo
Fiskardo  este un oraș în Grecia în prefectura Kefalonia.